# Vårbyparken

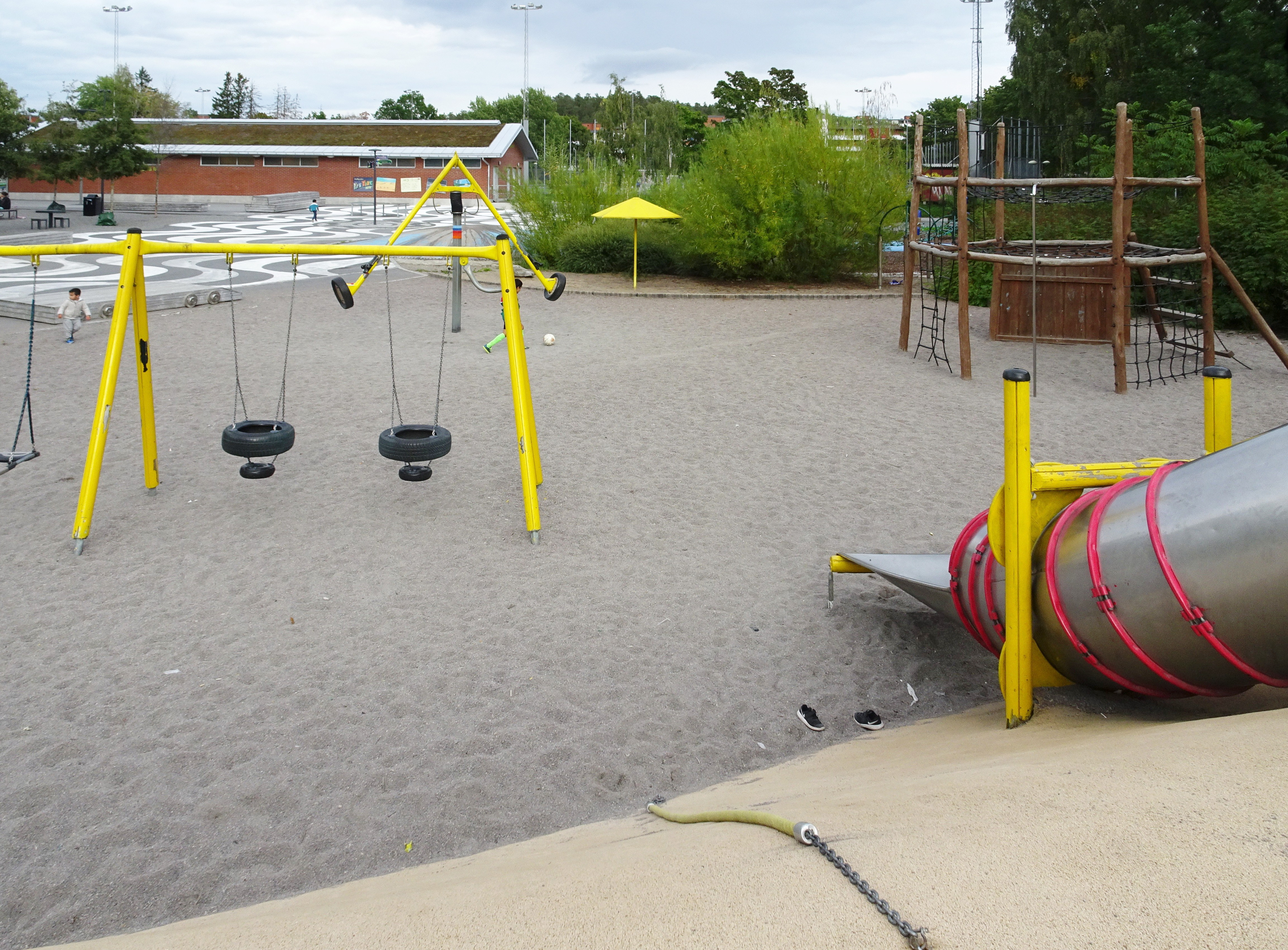
Vårbyparkens lekpark, 2018.

Vårbyparken (officiellt Vårbyparken Resan) ligger centralt i bostadsområdet Vårby gård i Huddinge kommun, Stockholms län. Parken består av ett äldre naturområde och en temalekpark samt en skatepark. Parken utökades 2016 och nominerades 2017 till Huddinges byggnadspris.

## Beskrivning
Parken anlades på 1960-talet kring och i de numera torrlagda kvarndammarna för Vårby kvarn. År 2015 utökades parken med en temalekpark och 2017 med en skatepark. Lekparken gavs ett resetema där flera internationella resmål representeras som Amazonas, Marrocko, Copacabana, Sahara och New York. Den vågmålade asfalten har samma mönster som markbeläggningen på ”riktiga” Copacabanas strandpromenad. I parkens ”New York” kan man spela basket och på vykortet som hänger på tegelbyggnaden intill kan man se John Lennon på promenad i Central Park. Parkens ”Sahara” symboliseras av en gulfärgad gummikulle som liknar en stor sanddyna. Dessutom finns gungor, rutschkanor och fantasifulla djurskulpturer. Delar av lekutrustningen är tillgänglighetsanpassade och säkrade av bland annat stötdämpande gummiasfalt.
Skateparken kallas ”Ravinen” och ligger intill Vårbybäckens numera torra ravin. Hela skateparken är nedsänkt med en djupare skatepool och uppförd i platsgjuten betong samt belyst från flera håll.

## Bilder

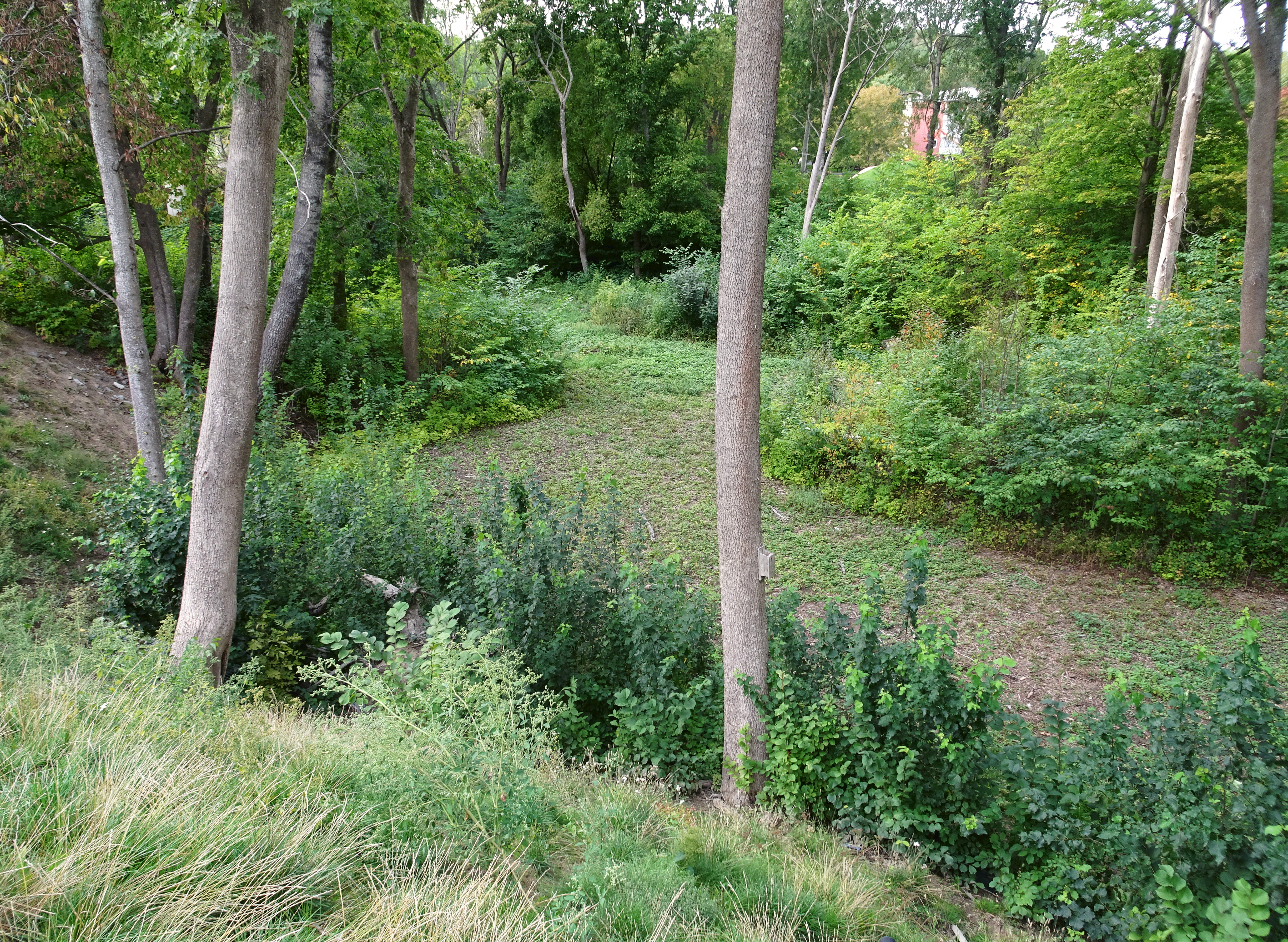
Vårbybäckens ravin.
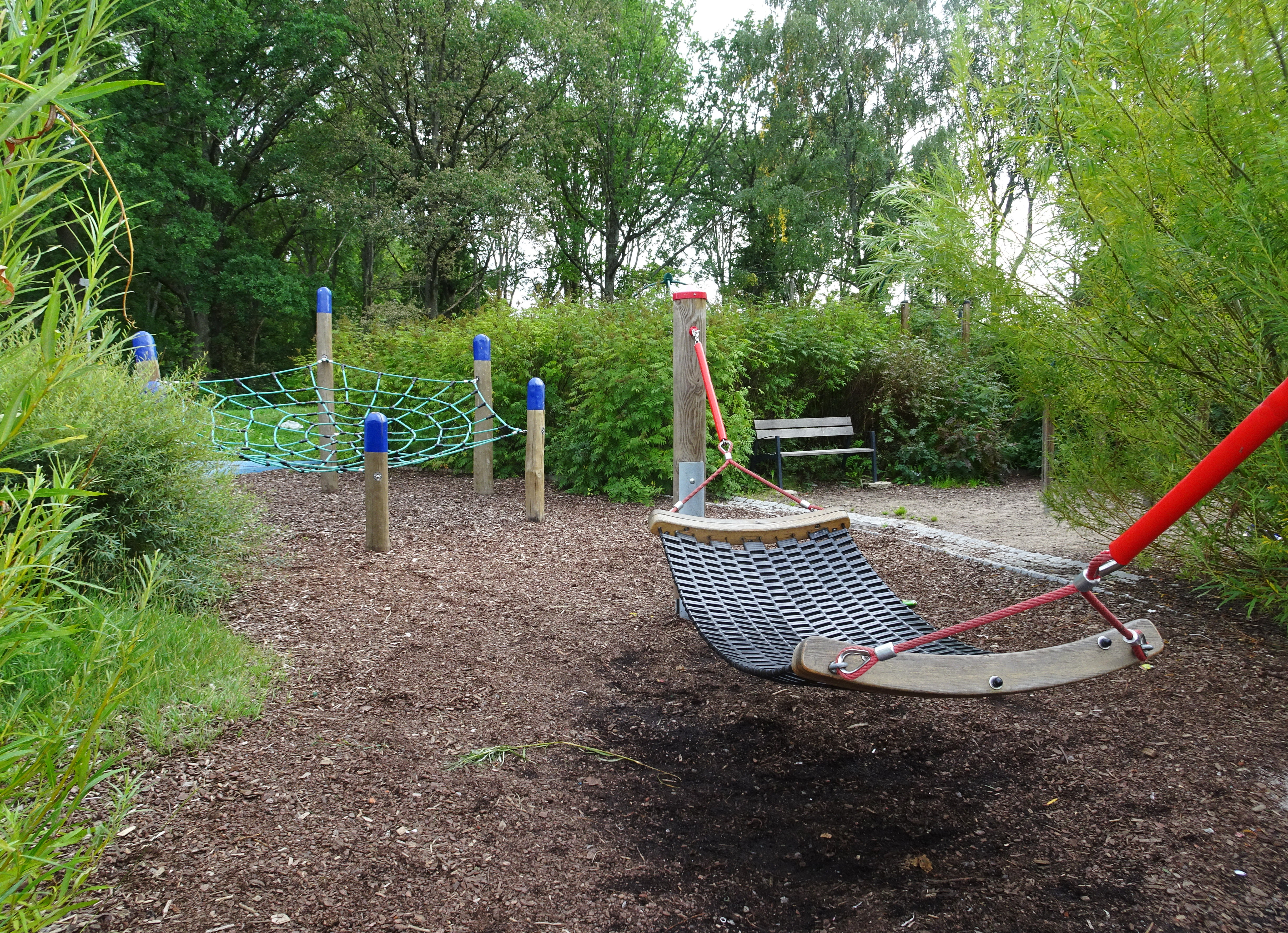
Lekparken.
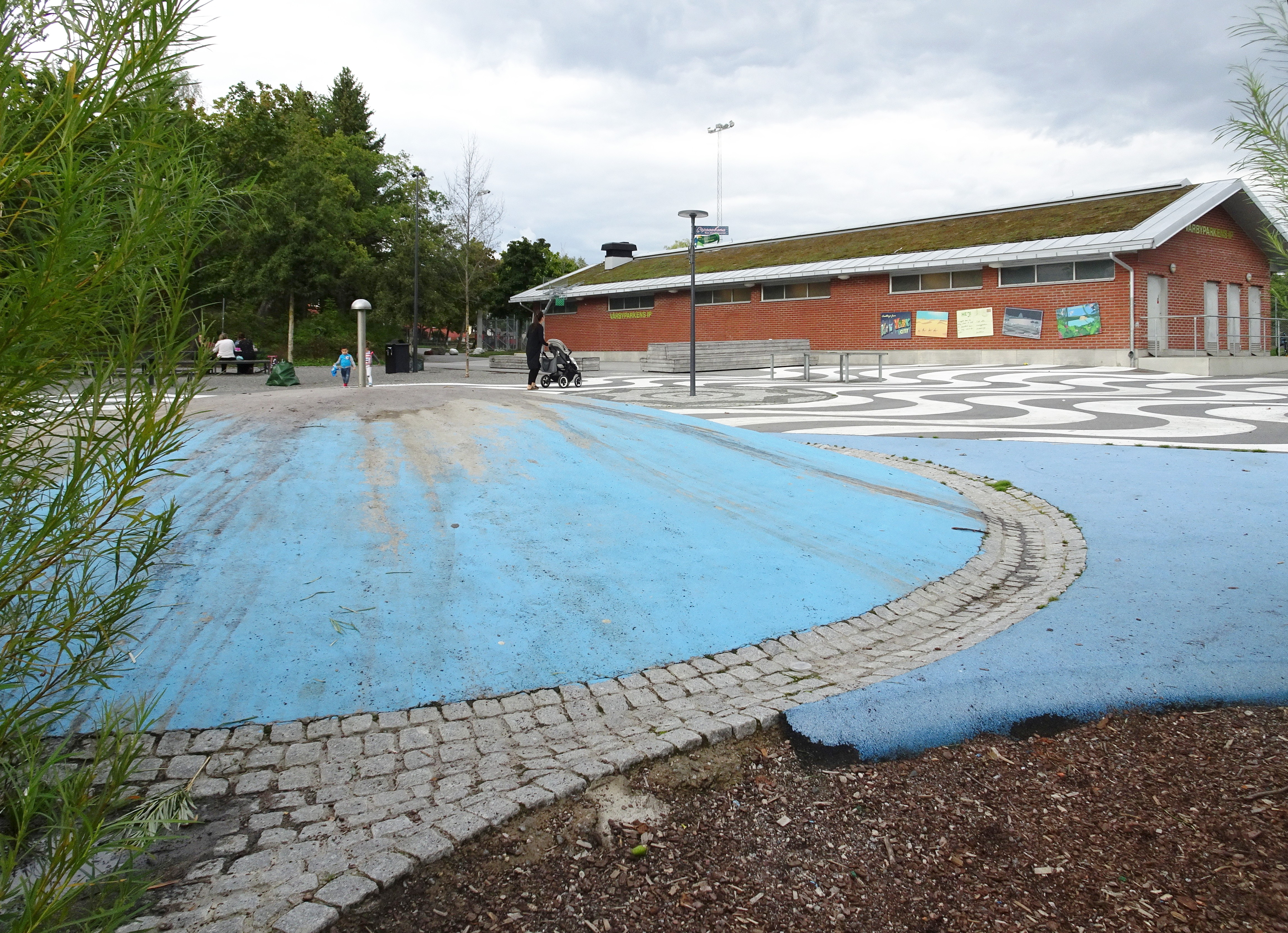
Lekparken.
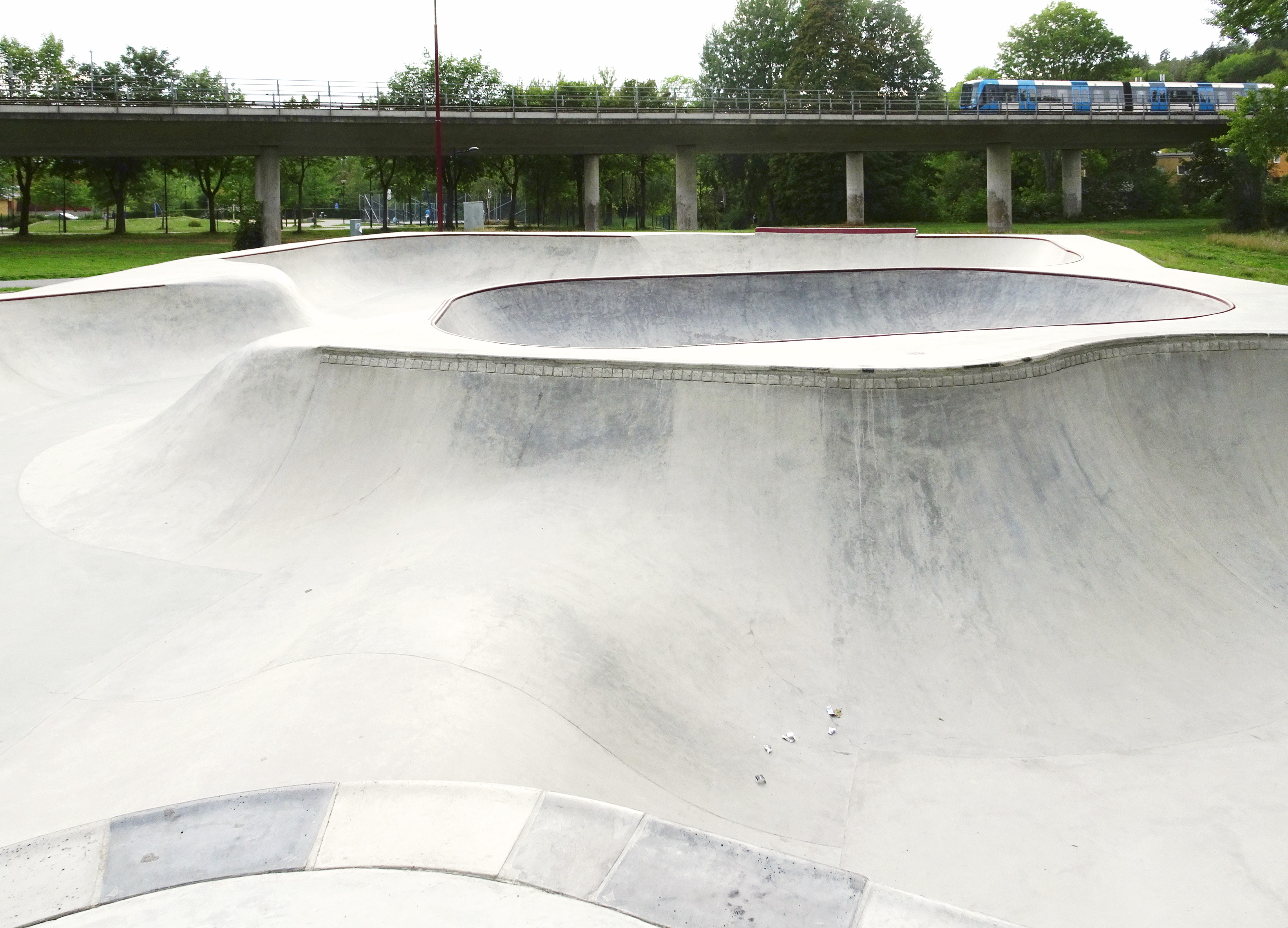
Skateparken.